# Wabush Airport
Wabush Airport (IATA: YWK, ICAO: CYWK) is een luchthaven in Newfoundland en Labrador, de oostelijkste provincie van Canada. De luchthaven bevindt zich in de gemeente Wabush in het westen van de regio Labrador. Wabush Airport bedient de afgelegen mijnbouwplaatsen Wabush, Labrador City en Fermont.
De luchthaven ligt tussen de dorpskernen van Labrador City en Wabush, bij de splitsing van de Trans-Labrador Highway en provinciale route 503.

## Bestemmingen
Anno 2024 is PAL Airlines de enige luchtvaartmaatschappij die Wabush Airport gebruikt voor reguliere passagiersvluchten.
| Maatschappij | Bestemmingen                                                       |
| ------------ | ------------------------------------------------------------------ |
| PAL Airlines | Churchill Falls, Goose Bay, Mont-Joli, Montreal-Trudeau, Sept-Îles |

Er landen en vertrekken daarnaast geregeld vluchten van Nolinor Aviation en Pascan Aviation die gecharterd zijn door de mijnbouwondernemingen in de regio voor aannemers, personeel en bezoekers.